# Giulio Cabianca
Giulio Cabianca, född 19 februari 1923 i Verona, död 15 juni 1961 i Modena, var en italiensk racerförare. 
Cabianca var framgångsrik i sportvagnsracing i början av 1950-talet med OSCA:s små bilar. Han körde fyra formel 1-lopp med en fjärdeplats i Italiens Grand Prix 1960 som bästa resultat. Cabianca omkom på Aerautodromo di Modena när hans bil for av banan ut på vägen utanför och krockade med en taxi. Tre passagerare i taxin omkom också i olyckan.

## F1-karriär
| Säsong | Stall/Tillverkare                         | Poäng | Placering |
| ------ | ----------------------------------------- | ----- | --------- |
| 1958   | OSCA Automobil Jo Bonnier (Maserati 250F) | 0     | -         |
| 1959   | Ottorino Volonterio (Maserati 250F)       | 0     | -         |
| 1960   | Scuderia Eugenio Castellotti (Cooper T51) | 3     | 19        |